# Sandra Cassel
Sandra Cassel, pseudonimo di Sandra Lee Peabody, (Providence, 11 gennaio 1948), è un'attrice statunitense.
È nota al grande pubblico per essere la protagonista del cult movie L'ultima casa a sinistra.

## Biografia

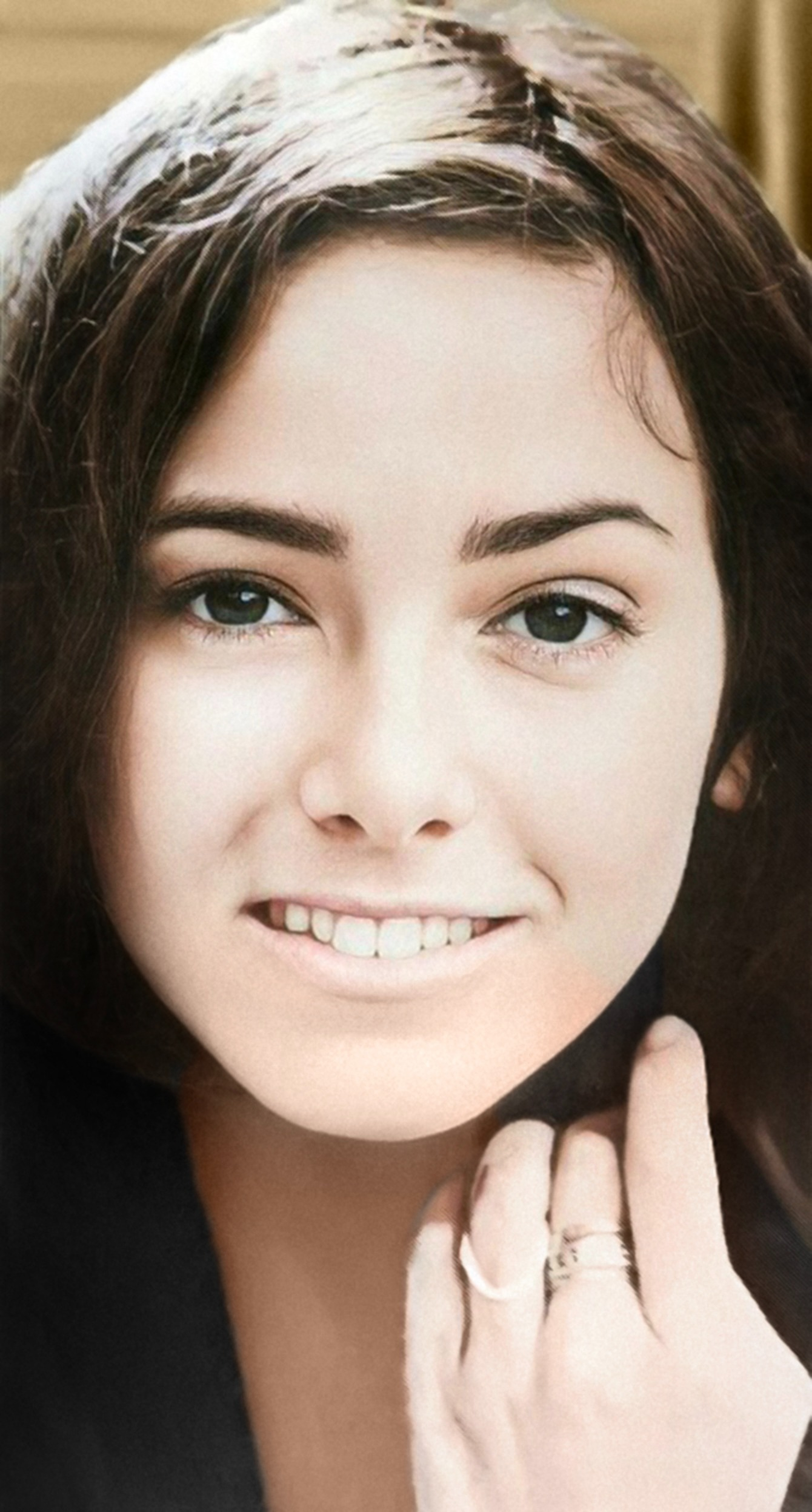
Sandra Cassel nel 1973

Dopo aver partecipato a numerose produzioni cinematografiche in qualità di comparsa, nel 1971 Cassel risponde all'annuncio casting di Wes Craven per L'ultima casa a sinistra (all'epoca noto col titolo Notte di vendetta). L'attrice ricorda negativamente l'esperienza sul set. A distanza di anni l'interprete ha più volte affermato di non aver visionato la pellicola per lo shock emotivo che subì durante il rodaggio.
Dopo l'enorme successo commerciale, Cassel ha modo di ottenere svariati ruoli secondari per programmi e show televisivi (si ricorda, in particolare, la sua partecipazione a Una vita da vivere).
La sua carriera prende un brusco declino attorno alla fine degli anni Settanta. Fra le ultime sue partecipazioni filmiche: Legacy of Satan e  Teenage Hitchhikers.

## Filmografia
Cinema
- L'ultima casa a sinistra, regia di Wes Craven (1972)

- The Filthiest Show in Town, regia di Richard Endelson (1972)

- Legacy of Satan, regia di Gerard Damiano (1972/1974)

- Voices of Desire, regia di Chuck Vincent (1972)

- Teenage Hitchhikers, regia di Jerome S. Kaufmann (1974)